# Nikara plusiodes
Nikara plusiodes är en fjärilsart som beskrevs av Joannis 1914. Nikara plusiodes ingår i släktet Nikara och familjen nattflyn. Inga underarter finns listade i Catalogue of Life.